# 狭い海の王
『狭い海の王』（King of the Narrow Sea）はHBOのファンタジー・テレビドラマ・シリーズである『ハウス・オブ・ザ・ドラゴン』のシーズン1の第4話である。Ira Parkerが脚本を書き、Clare Kilnerが監督した。日本ではU-NEXTが配信した。

## あらすじ

### ストームエンド城
レイニラ王女はウェスタロスを旅行し、父王の整えた求婚者たちと謁見するも、これに倦んでキングズランディングに戻る。

### キングズランディング
4年ぶりにデイモン王子がキングズランディングに戻る。ヴィセーリス王の周辺は、〈踏み石諸島〉(ステップストーンズ)を征服し、〈狭い海の王〉と呼ばれるようになった王弟を警戒するも、デイモンは兄王に王冠と新領土を献上し、敵の剣を〈鉄の玉座〉に加えるよう願う。コアリーズ・ヴェラリオンはドリフトマークに帰り、〈踏み石諸島〉には三頭市の海賊たちの骸が残されて蟹の餌となっている。〈王の手〉オットー・ハイタワーは、ヴェラリオン公が娘レーナとブレ―ヴォスの海頭(シーロード)との婚姻を画策していると報告する。レイニラは第二子を生んだアリセント王妃と久しぶりに旧交を温め、求婚者たちとの謁見旅行を打ち切ったことを父王が怒っているか探る。
夜、レイニラは叔父デイモンに誘われて秘密の通路から〈赤の王城〉を抜け出し、街で自由を楽しむ。王の世継ぎ問題を扱う笑劇を見て、民は男王を望むと叔父に聞かされる。〈王都の守人〉のサー・ハーウィン・ストロングに出くわす。叔父に娼館に連れて行かれ、結婚と快楽は別物だと教えられ、誘惑されるも逃げ出す。城に戻り、護衛の〈王の盾〉の騎士クリストン・コールを誘惑して愛を交わす。一方、アリセントは愛を感じない老王の世話と子作りに耐える。
"白蛆”ミサリアからの密告を受けたオットーは、娼館でデイモンとレイニラが同衾したと王に報告する。これを立ち聞きしたアリセントがレイニラに忠告する。王は弟を呼びつけ、娘の評判を貶めて世継ぎの座を危うくするものだと激怒する。アリセントは王に対しレイニラを弁護する。王は芳しくない噂は有力諸侯との婚姻を難しくするとレイニラを叱責し、「氷と炎の歌」の予言の刻まれた短剣を見せて世継ぎの義務を思い出させ、コアリーズとレイニス王女の息子レーナー・ヴェラリオンとの結婚を命じる。レイニラは孫エイゴンを世継ぎに推す〈王の手〉オットーの虚偽の報告だと反論するも、真実よりも評判が重要だと答えられる。王はオットーの増長した野心を責めて〈王の手〉を解任する。避妊薬の茶をレイニラに運ばせる。

## 評判

### 視聴者数
1.81百万人が視聴した。